# Kocie przygody
Kocie przygody (ang. Meeow!, 2000) – brytyjski serial animowany emitowany dawniej na antenie MiniMax w bloku MiniKaruzela, a także na TVP3.

## Opis fabuły
Serial opowiada o Kici MacKenzie, która mieszka na przedmieściach dużego miasta ze swoją ukochaną babcią. Serial zrealizowany na podstawie znanej książki Alieen Paterson.

## Bohaterowie
- Kicia MacKenzie – główna bohaterka serialu. Mieszka w mieście ze swoją ukochaną babcią.
- Profesor MacKenzie – tata Kici. Jest sławnym badaczem. Dużo podrózuje.
- Archie – najlepszy kolega Kici, który mieszka w domu piętro niżej.
- Pani McKitty – pani, która uważana jest za B.W.K., czyli Bardzo Ważną Kotkę. Przyjaźni się z babcią.